# Sirius FM1
O Sirius FM1, também conhecido como Radiosat 1, é um satélite de comunicação estadunidense que foi construído pela Space Systems/Loral (SS/L). Ele está operando em uma órbita Tundra de onde oferece serviços de comunicação de rádio via satélite para a América do Norte. O mesmo foi operado pela Sirius Satellite Radio até a sua fusão com a Sirius XM Holdings que passou a operar o mesmo. O satélite foi baseado na plataforma LS-1300 e possui uma expectativa de vida útil estimada de 15 anos.

## Lançamento
O satélite foi lançado com sucesso ao espaço no dia 30 de junho de 2000 às 22:09 UTC, por meio de um veiculo Proton-K/Blok-DM3 a partir do Cosmódromo de Baikonur, no Cazaquistão. Ele tinha uma massa de lançamento de 3 800 kg.